# Aire d'attraction de Cholet
L'aire d'attraction de Cholet est un zonage d'étude défini par l'Insee pour caractériser l’influence de la commune de Cholet sur les communes environnantes. Publiée en octobre 2020, elle se substitue à l'aire urbaine de Cholet, qui comportait 19 communes dans le dernier zonage qui remontait à 2010.

## Définition
L'aire d'attraction d'une ville est composée d’un pôle, défini à partir de critères de population et d’emploi ainsi que d’une couronne constituée des communes dont au moins 15 % des actifs travaillent dans le pôle. Le pôle d’attraction constitue ainsi un point de convergence des déplacements domicile-travail,.

## Type et composition
L’aire d'attraction de Cholet est une aire inter-régionale qui comporte 26 communes : 21 situées en Maine-et-Loire, 3 dans la Vendée et 2 dans les Deux-Sèvres. 
Elle est catégorisée dans les aires de 50 000 à moins de 200 000 habitants, une catégorie qui regroupe 18,4 % au niveau national.

### Carte

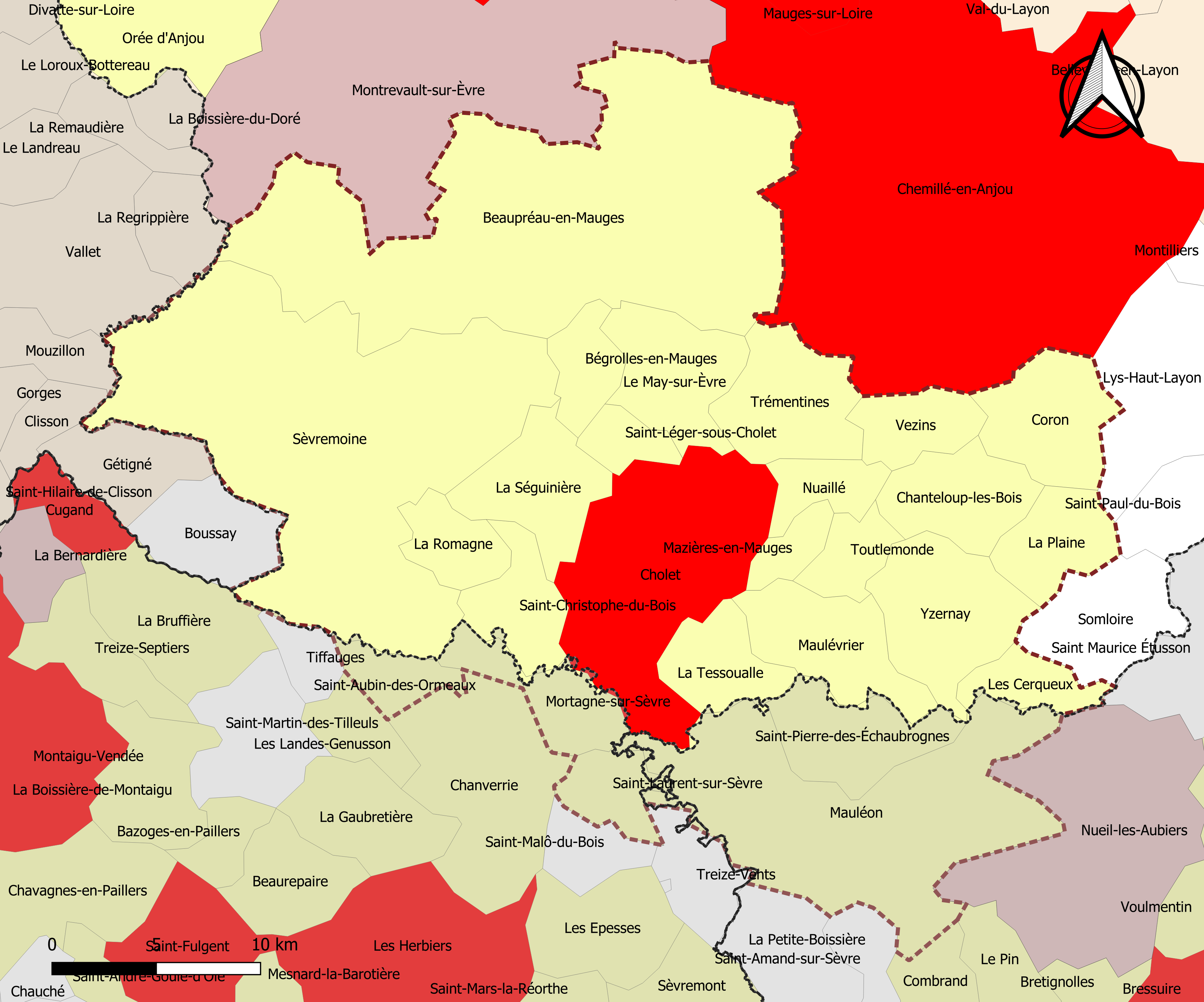
Carte de l'aire d'attraction de Cholet.
Commune-centre
Commune de la couronne

### Composition communale
| Nom                           | Code Insee | Département    | Statut                 | Superficie (km2) | Population (dernière pop. légale) | Densité (hab./km2) | Modifier                                    |
| ----------------------------- | ---------- | -------------- | ---------------------- | ---------------- | --------------------------------- | ------------------ | ------------------------------------------- |
| Cholet (commune-centre)       | 49099      | Maine-et-Loire | commune-centre         | 87,47            | 54 074 (2022)                     | 618                | modifier les données · modifier les données |
| Beaupréau-en-Mauges           | 49023      | Maine-et-Loire | commune de la couronne | 230,45           | 23 887 (2022)                     | 104                | modifier les données · modifier les données |
| Bégrolles-en-Mauges           | 49027      | Maine-et-Loire | commune de la couronne | 14,62            | 2 115 (2022)                      | 145                | modifier les données · modifier les données |
| Les Cerqueux                  | 49058      | Maine-et-Loire | commune de la couronne | 13,86            | 892 (2022)                        | 64                 | modifier les données · modifier les données |
| Chanteloup-les-Bois           | 49070      | Maine-et-Loire | commune de la couronne | 27,47            | 712 (2022)                        | 26                 | modifier les données · modifier les données |
| Coron                         | 49109      | Maine-et-Loire | commune de la couronne | 31,49            | 1 575 (2022)                      | 50                 | modifier les données · modifier les données |
| Maulévrier                    | 49192      | Maine-et-Loire | commune de la couronne | 33,42            | 3 206 (2022)                      | 96                 | modifier les données · modifier les données |
| Le May-sur-Èvre               | 49193      | Maine-et-Loire | commune de la couronne | 31,62            | 3 878 (2022)                      | 123                | modifier les données · modifier les données |
| Mazières-en-Mauges            | 49195      | Maine-et-Loire | commune de la couronne | 8,90             | 1 257 (2022)                      | 141                | modifier les données · modifier les données |
| Nuaillé                       | 49231      | Maine-et-Loire | commune de la couronne | 13,23            | 1 454 (2022)                      | 110                | modifier les données · modifier les données |
| La Plaine                     | 49240      | Maine-et-Loire | commune de la couronne | 22,16            | 1 016 (2022)                      | 46                 | modifier les données · modifier les données |
| La Romagne                    | 49260      | Maine-et-Loire | commune de la couronne | 15,93            | 2 012 (2022)                      | 126                | modifier les données · modifier les données |
| Saint-Christophe-du-Bois      | 49269      | Maine-et-Loire | commune de la couronne | 21,75            | 2 843 (2022)                      | 131                | modifier les données · modifier les données |
| Saint-Léger-sous-Cholet       | 49299      | Maine-et-Loire | commune de la couronne | 9,60             | 3 099 (2022)                      | 323                | modifier les données · modifier les données |
| Sèvremoine                    | 49301      | Maine-et-Loire | commune de la couronne | 213,07           | 25 764 (2022)                     | 121                | modifier les données · modifier les données |
| La Séguinière                 | 49332      | Maine-et-Loire | commune de la couronne | 31,15            | 4 199 (2022)                      | 135                | modifier les données · modifier les données |
| La Tessoualle                 | 49343      | Maine-et-Loire | commune de la couronne | 21,21            | 3 178 (2022)                      | 150                | modifier les données · modifier les données |
| Toutlemonde                   | 49352      | Maine-et-Loire | commune de la couronne | 12,63            | 1 316 (2022)                      | 104                | modifier les données · modifier les données |
| Trémentines                   | 49355      | Maine-et-Loire | commune de la couronne | 34,06            | 3 078 (2022)                      | 90                 | modifier les données · modifier les données |
| Vezins                        | 49371      | Maine-et-Loire | commune de la couronne | 18,02            | 1 750 (2022)                      | 97                 | modifier les données · modifier les données |
| Yzernay                       | 49381      | Maine-et-Loire | commune de la couronne | 40,66            | 1 829 (2022)                      | 45                 | modifier les données · modifier les données |
| Mauléon                       | 79079      | Deux-Sèvres    | commune de la couronne | 120,64           | 8 585 (2022)                      | 71                 | modifier les données · modifier les données |
| Saint-Pierre-des-Échaubrognes | 79289      | Deux-Sèvres    | commune de la couronne | 28,92            | 1 396 (2022)                      | 48                 | modifier les données · modifier les données |
| Mortagne-sur-Sèvre            | 85151      | Vendée         | commune de la couronne | 21,94            | 6 065 (2022)                      | 276                | modifier les données · modifier les données |
| Saint-Aubin-des-Ormeaux       | 85198      | Vendée         | commune de la couronne | 12,63            | 1 382 (2022)                      | 109                | modifier les données · modifier les données |
| Saint-Laurent-sur-Sèvre       | 85238      | Vendée         | commune de la couronne | 15,79            | 3 613 (2022)                      | 229                | modifier les données · modifier les données |